# Список персонажей франшизы «История игрушек»

Некоторые персонажи франшизы

Ниже представлен список персонажей франшизы «История игрушек».

## Появившиеся в «Истории игрушек» (1995)
Игрушки Энди
- Шериф Вуди (озвучил Том Хэнкс) — игрушечный ковбой, обычно выступающий в роли лидера других игрушек. Он является любимой игрушкой Энди Дэвиса. В первой части ревнует к Баззу, когда тот появляется и становится популярным, но в конце шерифу удаётся подружиться с ним после пережитых приключений. Во второй части его крадёт Эл Макгивин для своей коллекции, но Вуди сбегает с новыми друзьями: Джесси и Булзаем. В третьем мультфильме, когда Энди уже вырос, Вуди спасает друзей из детского сада «Солнышко», а в конце четвёртого фильма принадлежа уже девочке Бонни, покидает группу и уходит со своей возлюбленной Бо Пип.
- Базз Лайтер (озвучил Тим Аллен) — игрушечный космический рейнджер, которого подарили Энди в первом мультфильме. Сначала он не верит, что является игрушкой, но потом осознаёт это. В конце картины он становится другом Вуди. Во второй части он возглавляет спасательную группу, которая находит украденного Вуди. В третьей части участвует в побеге игрушек. В четвёртом мультфильме также является игрушкой Бонни; он одобряет последнее решение Вуди уйти с Бо.
- Бо Пип (озвучила Энни Поттс) — фарфоровая игрушка, являющаяся любовным интересом шерифа Вуди. У неё есть трёхголовая овца. В первых двух фильмах играет второстепенную роль и отсутствует в третьей части, поскольку её отдали за кадром. В четвёртом мультфильме она одна из главных героев и является «потерянной». Помогает Вуди спасти Вилкинса от Габби Габби и в конце картины уходит вместе с шерифом.
- Мистер Картофельная голова (озвучил Дон Риклс) — персонаж, основанный на реальной игрушке. Обладает саркастичным характером. Ко второй части женат на Миссис Картофелине, и они усыновляют трёх игрушечных пришельцев.
- Спиралька (озвучил Джим Варни (1995—1999), Блейк Кларк (с 2010)) — игрушечный пёс-слинки.
- Рекс (озвучил Уоллес Шон) — зелёный игрушечный тираннозавр.
- Хэмм (озвучил Джон Ратценбергер) — свинья-копилка.
- Солдатики — сержант (озвучил Ли Эрми) и его отряд солдат.
- RC — гоночная машина на радиоуправлении.
- Экран — игра «Волшебный экран».

Семья Дэвис
- Энди Дэвис (озвучил Джон Моррис) — мальчик, владеющий большинством игрушек, которые являются главными героями. Когда ему становится 17 лет, он поступает в колледж и отдаёт свои игрушки девочке Бонни.
- Миссис Дэвис (озвучила Лори Меткалф) — мама Энди.
- Молли Дэвис (озвучила Ханна Ункрич («История игрушек 2»), Беа Миллер («История игрушек: Большой побег»)) — младшая сестра Энди.

Семья Филлипс
- Сид Филлипс (озвучил Эрик фон Деттен) — сосед Энди до того, как Дэвисы перезжают. Жестокий мальчик, который любит издеваться над игрушками. Фигурирует в первой части и пытает Вуди с Баззом, когда они попадают в его дом. Был напуган игрушками, которые восстали против него.
- Ханна Филлипс (озвучила Сара Фриман) — добрая младшая сестра Сида.
- Игрушки Сида и Ханны — различные изуродованные игрушки, над которыми издевался Сид.
- Скад — агрессивный бультерьер Сида.

Другие
- Инопланетяне (озвучил Джефф Пиджон) — игрушечные зелёные трёхглазые пришельцы.

## Появившиеся в «Истории игрушек 2» (1999)
Из «Загона Вуди»
- Джесси (озвучила Джоан Кьюсак) — игрушечная девушка-ковбой, которая была создана по образу героини из вымышленного шоу во франшизе под названием «Загон Вуди». Она не хочет пылиться на полке и желает попасть в Японию, где коллекцию игрушек-персонажей шоу примут только в случае, если в ней будет Вуди. Однако когда шериф попадает к ним, поскольку его украл Макгивин, он уговаривает Джесси пойти с ним.
- Булзай — ещё одна игрушка, основанная на персонаже из вымышленного сериала. Это конь, принадлежащий Вуди по сюжету. Игрушка также уходит с Вуди и Джесси.
- Старатель Вонючка Пит (озвучил Келси Грэммер) — последняя кукла из коллекции. Он оказывается главным антагонистом второй части. Пит ненавидит космические игрушки и не желает быть игрушкой ребёнка и хочет быть в музее, поэтому мешает Вуди вернуться к Энди. Однако ему не удаётся сделать это и в итоге он попадает во владение к девочке.

Амбар игрушек Эла
- Универсальный Базз Лайтер (озвучил Тим Аллен) — ещё одна игрушка Базз Лайтер, которая также считает, что является настоящим космонавтом. Когда его находит Базз, принадлежащий Энди, Базз из магазина запирает его в корабле-упаковке, думая, что тот без разрешения выбрался из него. Он встречает игрушек Энди, и они принимают его за своего Базза, но вскоре это раскрывается.
- Злой император Зург (озвучил Эндрю Стэнтон) — враг Базза Лайтера по сюжету. Является пародией на Дарта Вейдера и также оказывается отцом Базза.
- Гид Барби (озвучила Джоди Бенсон) — кукла Барби, которая проводит экскурсию игрушкам по магазину Эла.

Другие
- Эл Макгивин (озвучил Уэйн Найт) — бизнесмен, владелец магазина «Амбар игрушек Эла». В рекламе выступает как Человек-цыплёнок. Крадёт Вуди во второй части, но его планы не увенчаются успехом.
- Хрипун (озвучил Джо Рэнфт) — игрушечный пингвин со сломанной пищалкой. Именно его пытался спасти Вуди от распродаже, прежде чем был украден Элом.
- Чистильщик (озвучил Джонатан Харрис) — пожилой специалист по реставрации и ремонту игрушек. Чинит Вуди, когда его вызывает Эл после того, как рука шерифа оторвалась.
- Эмили — бывшая владелица Джесси. Сначала она очень любила свою игрушку, но с возрастом потеряла к ней интерес. Будучи подростком она оставила Джесси в коробке для пожертвований.
- Бастер — домашняя маленькая такса Энди, которую ему подарили в конце первой части. Он подружился с Вуди.
- Миссис Картофельная голова (озвучила Эстель Харрис) — жена мистера Картофельная голова.

## Появившиеся в «Истории игрушек: Большой побег» (2010)
В третьем мультфильме появляется 302 персонажа. Наиболее известные из них:
Игрушки детского сада «Солнышко»
- Лотсо (озвучил Нед Битти) — ярко-розовый плюшевый мишка, который заправляет в «Солнышко». Когда главные герои попадают в него, он кажется добрым, но вскоре выясняется, что он тираничный правитель. Когда-то давно он принадлежал девочке Дейзи и был её любимой игрушкой, но когда она забыла его после прогулки, Лотсо с другими двумя игрушками (Клоуном и Мега-Пупсом) самостоятельно добрался до её дома. Однако в окно он увидел, что ей заменили Лотсо на точно такого же медведя. Из-за этого Лотсо обозлился на жизнь. Когда героям удаётся сбежать из детского сада, он попадает с ними на свалку. Его спасают от гибели, но он в свою очередь, когда ему предоставляется шанс спасти игрушек, убегает. Однако его находит водитель мусоровозов и приделывает к бамперу грузовика. В IGN Лотсо был признан лучшим злодеем лета 2010 года[3].
- Кен (озвучил Майкл Китон) — игрушка из детского сада, который сразу влюбляется в Барби, когда она прибывает. Работает на Лотсо, но к концу мультфильма переходит на сторону игрушек Энди.
- Мега-Пупс (озвучил Вуди Смит) — большой игрушечный малыш, который также принадлежал Дейзи. Он хотел вернуться к девочке, но Лотсо увёл его за собой, не позволив войти в дом. Он весьма опасен для игрушек, но к концу картины, когда ему напоминают о хозяйке, отворачивается от Лотсо.
- Обезьяна — игрушка из банды Лотсо, следящая за камерами в детском саду.

Семья Бонни
- Бонни (озвучила Эмили Хан («История игрушек: Большой побег»), Мадлен Макгроу («История игрушек 4»)[4]) — девочка, посещающая «Солнышко». Находит Вуди и берёт к себе, а в конце фильма, когда игрушки возвращаются к Энди, парень дарит их ей. В четвёртом фильме сделала Вилкинса.
- Мама Бонни (озвучила Лори Алан) — администратор «Солнышка» и друг семьи Дэвис.
- Игрушки Бонни:
  - Клоун (озвучил Бад Лаки) — игрушечный клоун, также ранее принадлежавший Дейзи. Был другом Лотсо, но когда тот установил тиранию в детском саду, Клоун сломался, и его взяла Бонни.
  - Мистер Колючка (озвучил Тимоти Далтон) — игрушечный ёжик.
  - Трикси (озвучила Кристен Шаал) — голубая игрушечная трицератопс.
  - Лютик (озвучил Джефф Гарлин) — игрушечный белый единорог.
  - Долли (озвучила Бонни Хант) — мягкая тряпичная кукла.

Другие
- Барби (озвучила Джоди Бенсон) — кукла Барби, ранее принадлежащая Молли Дэвис, но отданная в «Солнышко». Начинает романтические отношения с Кеном.
- Дейзи — маленькая девочка, которая появляется в воспоминаниях. Изначально она владела Лотсо, Мега-Пупсом и Клоуном, но случайно оставила их в зоне отдыха вдоль дороги. Ей купили другого медведя.

## Появившиеся в «Истории игрушек 4» (2019)
- Отец Бонни (озвучил Джей Эрнандес) везёт семью в путешествии.
- Вилкинс[англ.] (озвучил Тони Хейл) — игрушка, которую сделала себе Бонни из вилки и мусора.

Из антикварного магазина «Второй шанс»
- Габби Габби (озвучила Кристина Хендрикс) — кукла со сломанным голосовым аппаратом, которая живёт в антикварном магазине «Второй шанс». Является главным антагонистом четвёртой части. Хотела заполучить голосовой аппарат Вуди, чтобы понравиться девочке Хармони, однако когда шериф пожертвовал ей свой аппарат, девочка все равно не взяла куклу. Вскоре Габби Габби всё же нашла себе хозяйку.
- Куклы чревовещателя — помощники Габби Габби.
- Маргарет (озвучила Джун Скуибб) — хозяйка антикварного магазина.
- Дракон — серый полосатый кот, который живёт в антикварном магазине «Второй шанс» и любит уничтожать игрушки.
- Хармони (озвучила Лила Сэйдж Бромли) — внучка Маргарет.

Другие
- Дюк Бубумс (озвучил Киану Ривс) — игрушечный мотоциклетный каскадёр, который знаком с Бо Пип. Помогал в спасательной операции. Ранее давно его подарили мальчику Жан-Клоду, но Дюк не смог выполнить трюки, какие были в рекламе.